# The Out-Laws
The Out-Laws är en amerikansk actionkomedifilm från 2023 som hade premiär på Netflix den 7 juli 2023. Filmen är regisserad av Tyler Spindel efter ett manus skrivet av Evan Turner och Ben Zazove, och producerad av Adam Sandler, Adam DeVine och Pierce Brosnan.

## Handling
Filmen kretsar kring bankchefen Owen (Adam DeVine) vars bank blir rånad av en grupp kända som Ghost Bandits. Rånet inträffar under hans bröllopsvecka och något får honom att tro att gruppen kan vara hans blivande svärföräldrar.

## Roller (i urval)
- Adam DeVine – Owen Browning
- Pierce Brosnan – Billy McDermott
- Ellen Barkin – Lily McDermott
- Nina Dobrev – Parker McDermott
- Michael Rooker – Agent Oldham
- Poorna Jagannathan – Rehan
- Julie Hagerty – Margie Browning
- Richard Kind – Neil Browning
- Lil Rel Howery – Tyree
- Blake Anderson – kusinen RJ
- Mo Gallini – Boris